# Yatterman (película)
Yatterman (en japonés: ヤッターマン, Yattāman?) es una película de acción y comedia japonesa de 2009 dirigida por Takashi Miike, y basada en la serie anime de televisión con el mismo nombre, Yatterman, de Tatsunoko Production.

## Argumento
Gan Takada y su novia Ai Kaminari construyen robots extraordinarios, y cuando el mundo está en peligro se transforman en los superhéroes, Yatterman-1 y Yatterman-2. La oportunidad para una nueva aventura se presenta cuando la joven Shoko les pide ayuda para encontrar a su padre, el Dr. Kaieda, un arqueólogo que desapareció en Noruega mientras seguía la pista de uno de los cuatro fragmentos de la poderosa piedra Dokurostone. Pero de hecho, alguien más está buscando esta piedra mítica. Estos son los enemigos acérrimos de Yattaman: el trío Doronbo, formado por la bella y malvada Miss Doronjo, y sus dos secuaces, Boyacky, un genio de los mechas muy inteligente pero lujurioso, y Tonzra, un hombre fuerte y glotón que habla el dialecto de Kansai. Los Doronbo, se involucran en una dura batalla con los Yatterman, por la posesión de las 4 piedras Dokurostone, y el destino del mundo.

## Reparto

### Reparto principal
| Actor            | Papel                                         | Personaje |
| ---------------- | --------------------------------------------- | --- |
| Shō Sakurai      | Gan "Gan-chan" Takada                         | Un experto en mecánica e hijo de un fabricante de juguetes.                                                                    |
| Saki Fukuda      | Ai "Ai-chan" Kaminari                         | La novia de Gan Takada e hija de un electricista.                                                                              |
| Chiaki Takahashi | Toybotty (voz)                                | El robot de Gan Takada equipado con inteligencia artificial. Takahashi repite su papel de la serie de 2008.                    |
| Kyōko Fukada     | Doronjo                                       | La atractiva e inteligente líder de la banda Dorombo.                                                                          |
| Kendo Kobayashi  | Tonzura                                       | El hombre fuerte y musculoso de la banda Dorombo                                                                               |
| Katsuhisa Namase | Boyacky                                       | El mecánico alto y delgado, pero lascivo, de la banda Dorombo.                                                                 |
| Junpei Takiguchi | Skullobey (voz)                               | El jefe de la banda Dorombo. Takiguchi repite su papel de la serie original de 2008.                                           |
| Anri Okamoto     | Shoko Kaieda                                  | La hija del Dr. Kaieda que tiene parte de la Piedra Calavera.                                                                  |
| Sadao Abe        | Dr. Kaieda                                    | Un arqueólogo y padre de Shoko Kaieda que está buscando las piezas de la Piedra Calavera.                                      |
| Kōichi Yamadera  | Yatterwoof, Yatterking, Odate-Buta y narrador | El narrador y un empleado del parque de atracciones. Yamadera repite sus papeles de la serie de 2008.                          |
| Hiroshi Sasagawa | Cliente                                       | El creador de la serie original Yatterman, hace una aparición especial como cliente del restaurante dirigido por Dorombo Gang. |
| Noriko Ohara     | Clienta                                       | Hace una aparición especial como clienta del restaurante dirigido por Dorombo Gang.                                            |
| Kazuya Tatekabe  | Cliente                                       | Aparición especial como clienta del restaurante dirigido por Dorombo Gang.                                                     |

### Resto del reparto
- Tsuyoshi Muro como oficinista con gafas
- Asami Yaguchi
- Ayumu Saito
- Toshimasa Matsuda
- Masaki Miura
- Akiko Mono
- Hideaki Ōta (Nippon Cultural Broadcasting)
- Kana Mizutani (Nippon Cultural Broadcasting)
- Tetsuya Yanagihara (América Zarigani)
- Yoshiyuki Hirai (América Zarigani)
- Yūhei Shibata
- Yoshihiro Kashiwatani
- Yoshinori Fujimoto (DJケチャップ)
- Rie Yasuma
- Takashi Aya
- Yuki Terada
- Reiko Aoyama
- Kasumi Irifune
- Marie Sukegawa
- Yuzuka Hayashi
- Yūki Aoyagi
- Memi Otsuka
- Shingo Ippongi
- Takao Omori
- Shinichi Hatori (Locutores/Nippon Television)
- Risa Kobayashi
- Miyu Uehara
- Sumire Uesaka
- Akiko Yoshikawa
- Takuji Kato
- Mayuko Gomi
- Yumiko Akaike
- Yukiko Amada
- Yukitoshi Tokumoto
- Mari Kōshi
- Ayumi Takahashi

## Otros créditos
- Trabajo original: Tatsunoko Production.
- Productores representativos: Kantaro Tomiyama, Suketsugu Noda, Fumihiro Hirai, Shinichirô Nishigaki, Akihiro Miki, Julie K. Fujishima, Yoshitaka Hori, Toshiaki Okuno y Kōki Narushima.
- Diseñador de producción (arte): Yūji Hayashida.
- Iluminación: Akira Ono y Genichiro Fujimori.
- Grabación (sonido): Jun Nakamura y Fumihiko Yanagiya.
- Efectos de sonido: Kenji Shibasaki.
- Refinamiento del diseño de personajes: Katsuya Terada.
- Decoración: Akira Sakamoto.
- Reparto: Tsuyoshi Sugino.
- Asistente de dirección: Yoshitaka Yamaguchi.
- Productor: Tomoo Fukatsu.
- Supervisor de personajes: Isao Tsuge.
- Productor de modelaje especial: Masahiro Arikawa.
- Traje especial: Dango Takeda.
- Maquillaje especial: Shin'ichi Wakasa.
- Estilista: Daisuke Iga.
- Coordinación de acciones: Keiji Tsujii y Masayoshi Deguchi.
- Operador: Satoshi Narumi.
- Productora CGI: Misako Saka.
- Directora CGI: Kaori Ōtagaki.
- Supervisión: Tatsunoko Production (Hiroshi Sasagawa y Yoshikazu Tochihira)
- Cooperación en el guion: Yū Yamamoto.
- Cooperación en planificación: Daisuke Kadoya.
- Producción: Nikkatsu Chofu Studio.
- Cooperación de producción: Django Film.
- Planificación y producción: Nikkatsu.

## Lanzamiento
La película se estrenó el 6 de febrero de 2009 en la Comic-Con de Nueva York, y el 7 de marzo de 2009, en los cines de Japón. En España se estrenó el 1 de octubre de 2009 en el Festival de Cine de Sitges.
En el fin de semana de su estreno, encabezó la taquilla japonesa con 4.626.729 dólares, y ocupó el primer lugar en el ranking de ingresos de taquilla semanal durante cuatro semanas consecutivas. Se convirtió en la película de más éxito durante las vacaciones de primavera de 2009 en Japón, y recaudó 30,4 millones de dólares (3.140 millones de yenes). También logró el noveno lugar, en la clasificación de desempeño de la industria cinematográfica japonesa de 2009.
El 25 de septiembre de 2009 fue publicado y distribuido en DVD y Blu-ray en Japón, por VAP, en tres ediciones diferentes:
- Yatterman DVD película completa (1 disco, solo alquiler) [5]
- Yatterman “Tenkomori DVD” (juego de 3 DVD) - Digipack con estuche exterior de color rojo.[6]
- Yatterman “Tenkomori Blu-ray” (BD principal + 2 DVD de extras) - Digipack con estuche exterior de color azul. [7]
  - Disco 1: Disco principal de la película (111 min.) [8]
  - Disco 2: DVD extra 1: Disco de comentarios visuales (114 min.) 
Una charla con Sho Sakurai, Katsuhisa Namase y el director Takashi Miike mientras miran la película completa. También incluye un mensaje en video de Kyoko Fukada
  - Disco 3: DVD2 extra: Disco divertido (Aproximadamente 120 min.) 
    - Making diary - Yatterman Version (38:50 min.)
    - Making Diary - Doronbow Version" (32 min.)
    - Doronbo Dance Live Action Clip musical completo con making-of incluido (8 min.)
    - Grabación de doblaje "Omocchama Dubbing" (3:47 min.)
    - ¡VFX Yatterman! ¡Guía completa de sorpresas! (7:48 min.)
    - Sitio de filmación de Yatterman ¡El secreto del set de arte!
    - ¡Explicación del mecha! Yatter Mecha VS Dronbow Mecha (10 min.)
    - Especial de saludo en el escenario ~ ¡Desde el anuncio de producción hasta el gran éxito! (12 min.)
    - ¡¡ Grabación especial!! Navega por la colección de vídeos en DVD “Comando oculto” (26 min.)
    - Escenas inéditas.
    - Tráiler y colección de anuncios de televisión.
    - Grabación de imágenes fijas, tablero de imágenes artísticas de Yuji Hayashida, y diseño de personajes por Katsuya Terada.
    - Folleto complementario.

Se editó en DVD y Blu-ray en otros países, por diferentes distribuidoras, e incluyendo distintos contenidos especiales.En España se lanzó en DVD el 30 de mayo de 2011 por "A Contracorriente Films", con 5 postales de los personajes principales, y más de 35 minutos de contenidos adicionales:
- Tráiler.
- Detrás de las cámaras.
- Entrevista a Shô Sakurai.
- Ficha artística.
- Ficha técnica.
- ¡Extra oculto!
- Vídeos secretos:
  - ¡Muñecos de Yatterguau! / El director: Takashi Miike / ¡Combate encarnizado! Kenda mágico / ¡Ilustraciones! Kenda mágico / ¡Explosión de risas! Número 1 / ¡Escenas de acción! Saki Fukuda / ¿Pose de la victoria? / Sadao Abe montando un asno / ¡Boyacky volando hacia Doronjo! / ¡La guarida de Dorombo! / Kyôko Fukada ¡Robo en la guarida! / ¡Dorombo, maestros del disfraz! / El hobby de Boyacky / ¿Una metralleta de tinta genuina? / El rodaje de la imagen digital / Los detalles que esconde el plató / El autor, Hiroshi Sasagawa / ¡Participación de los actores de doblaje! / ¡Promoción: Festival de Cannes! / Garaje de la juguetería Takada / Kendô Kobayashi vs. Takashi Miike.

#### Otros lanzamientos
- Folleto de la película Yatterman (ヤッターマン劇場用パンフレット?). El libro contiene entrevistas, presentación de los personajes y de los mechas, entre otras cosas.[11]
- Yatterman official visual book (映画ヤッターマン　オフィシャル・ビジュアルブック?). Contiene: galería de fotos, entrevistas, detrás de escena de la producción de "Yatterman", storyboard, el mundo del anime "Yatterman, etc.[12]

## Recepción
Adam Symchuk, en una reseña para Asian Movie Pulse, escribió:  «La película falla un poco en su guión, creando una trama bastante genérica y predecible. Te resultará familiar, ya que utiliza tropos comunes y puntos de la trama que se han reciclado muchas veces dentro del género de fantasía y acción. Esto no arruina la producción, pero para aquellos que prefieren las visiones más absurdas y exageradas de Miike, “Yatterman” seguramente decepcionará».
En una reseña de Katanas y colegialas comentan que: «Una película entretenida sin grandes intenciones pero sin abandonar hasta cierto punto el bizarrismo y el sentimiento de las películas más gamberras de Mike. Si no conectas desde un principio con el estilo y la filosofía de la película, cada minuto de esta te irá cargando más y más hasta que no puedas soportar una broma absurda más. Si vas a ver Yatterman tienes que tener claro lo que vas a ver».
Manu Argüelles, en una reseña para "El Espectador Imaginario", escribió: «Esta borrachera visual extremada tiene unas señas de identidad postmodernas. Se carga de unos significantes visuales bajos de contenido y efectúa digresiones en la interlocución con el espectador haciendo evidente el artificio del relato. Además, el humor está vehiculado a través de numerosos quiebres narrativos que dinamitan la lógica composicional y argumental. Y aquí es donde el público reacciona positivamente».

## Temas musicales
Tema principal
- "Believe".
  - Letra y composición: 100+
  - Letras de rap: Shō Sakurai
  - Arreglos: Taku Yoshioka
  - Voz: Arashi (J Storm)

Otras canciones
- "Yatterman Song 2009" (ヤッターマンの歌 2009)
  - Letra: Ichirô Wakabayashi
  - Arreglos: Ikurō Fujiwara
  - Letra, composición y voces suplementarias: Masayuki Yamamoto
- "Genius Doronbo live action version" (天才ドロンボー 実写版)
  - Letra, composición: Masayuki Yamamoto
  - Arreglos: Ikurō Fujiwara
  - Cantante: Doronbo (Kyōko Fukada, Katsuhisa Namase, Kendo Kobayashi)
- "Yatter King 2009" (ヤッターキング 2009)
  - Letra y composición: Masayuki Yamamoto
  - Arreglos y voz: The Cro-Magnons

## Anime
La película fue una adaptación de acción real de Yatterman, una serie de anime japonés transmitida del 1 de enero de 1977, al 27 de enero de 1979 por Fuji Television, con un total de 108 episodios.Tubo una nueva versión emitida en Nippon Television y Yomiuri Telecasting Corporation, desde el 14 de enero de 2008 hasta el 27 de septiembre de 2009, con un total de 60 episodios.En 2009 se lanzó una película de anime basada en la serie de televisión de 2008, titulada "Yatterman: The Movie".Además de una serie de anime en 2015, titulada "Yatterman Night", inspirada en la serie de anime Yatterman de los años 70. Todas las obras creadas por Tatsunoko Production.

## Manga
- Yatterman (ヤッターマン, Yattāman?)
  - Ilustrado por Yoshihiko Takemura (竹村よしひこ) y serializado en Televi-Kun (てれびくん Terebikun?) [20]

- Doronjo-sama was still a villainous young lady even after reincarnation (ドロンジョさまは転生しても悪役令嬢のままだった, Incluso después de su reencarnación, Doronjo siguió siendo una joven villana?) [21]
  - Obra original de Tatsunoko Production. Manga de Kokoro Kazuki, serializado por "MAGKAN" desde el 1 de enero de 2024. Una historia sobre la reencarnación de Doronjo en otro mundo, como personaje principal, y cuenta la historia sobre la hija de un villano.[22]